# Micreubrianax flabellicornis
Micreubrianax flabellicornis is een keversoort uit de familie keikevers (Psephenidae). De wetenschappelijke naam van de soort werd in 1922 gepubliceerd door Maurice Pic.